# Мелодије хрватског Јадрана
Мелодије хрватског Јадрана (МХЈ) назив је хрватског музичког фестивала који се одржавао у Сплиту од 1993. до 2002. године и тада је био најзначајнији музички фестивал у Хрватској. Фестивал је почео 1993. године на иницијативу Зденка Руњића, након што је имао спор са челницима Сплитског фестивала.

## Значајне песме са фестивала
| Година | Извођач                | Песма                              |
| ------ | ---------------------- | ---------------------------------- |
| 1993.  | Мери Цетинић           | Земља диде мог                     |
| 1993.  | Магазин                | Нећу се вратити                    |
| 1993.  | Gibonni                | Добри јуди                         |
| 1993.  | Оливер Драгојевић      | Цесарица                           |
| 1994.  | Далека обала           | Морска вила                        |
| 1994.  | Дорис Драговић         | Ово је наша крв                    |
| 1994.  | Gibonni                | Липа моја                          |
| 1994.  | Магазин и Маре         | Симпатија                          |
| 1995.  | Дорис Драговић         | Једини                             |
| 1995.  | Оливер Драгојевић      | Двапут сан умра                    |
| 1996.  | Далека обала           | Са' ми је жа'                      |
| 1996.  | Gibonni                | Ако ме носиш на души               |
| 1996.  | Петар Грашо            | Просјак љубави                     |
| 1996.  | Магазин                | Сузе бисерне                       |
| 1997.  | Данијела Мартиновић    | Да је слађе заспати                |
| 1997.  | Ђулијано               | Зовем пријатеље моје               |
| 1997.  | Нено Белан             | Поноћна звона                      |
| 1997.  | Дино Дворник           | Ђиха, ђиха                         |
| 1998.  | Далека обала           | 80е                                |
| 1998.  | Дражен Зечић и Анђела  | Има ли наде за нас                 |
| 1998.  | Данијела Мартиновић    | Чекала сам као жена                |
| 1998.  | Горан Каран            | Од јубави сам душа рањена          |
| 1998.  | Магазин                | Иди и не буди људе                 |
| 1998.  | Ђулијано и Маријан Бан | Југо                               |
| 1998.  | Минеа                  | Рано                               |
| 1999.  | Ђулијано               | Касно је сад                       |
| 1999.  | Тереза Кесовија        | И ни´ ме стра´                     |
| 1999.  | Горан Каран            | Прозор крај ђардина                |
| 1999.  | Магазин                | Ако полудим                        |
| 1999.  | Петар Грашо            | Лакше ми је с њом                  |
| 1999.  | Северина               | Да си мој                          |
| 1999.  | Дино Дворник           | Што волим дан кад је безбрижан     |
| 2000.  | Петар Грашо            | Све нас мање има                   |
| 2000.  | Горан Каран            | Ја сам само вагабундо              |
| 2000.  | Далека обала           | Рузинави брод                      |
| 2000.  | Дорис Драговић         | Краљ                               |
| 2000.  | Вана                   | Ако је вриједело ишта              |
| 2000.  | Северина               | Ајде, ајде злато моје              |
| 2001.  | Северина               | Вирујен у те                       |
| 2001.  | Весна Писаровић        | Да сутра умрем                     |
| 2002.  | Дорис Драговић         | Мало ми за срићу триба             |
| 2002.  | Магазин                | Не вјерујем теби, не вјерујем себи |